# Lothar Rendulic

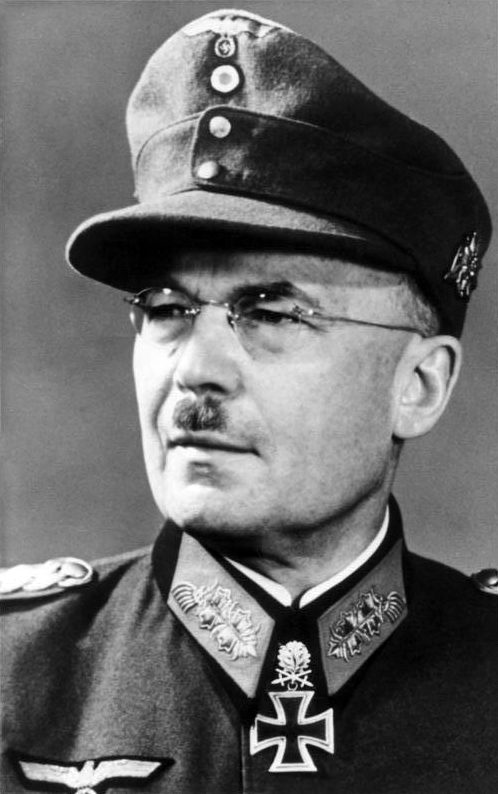
Lothar Rendulic in januari 1945

Lothar Rendulic (Wiener Neustadt, 25 oktober 1887 – Eferding, 18 januari 1971) was een Oostenrijks generaal die vocht in de Tweede Wereldoorlog.

## Opleiding
Lothar Rendulic studeerde rechten en ging in 1907 naar de militaire academie “Maria Theresia” te Wiener Neustadt. Op 8 augustus 1910 werd hij luitenant.

## Eerste Wereldoorlog
Kort na uitbraak van de Eerste Wereldoorlog werd hij eerste luitenant.
Hij vocht in Galicië, aan het Oostfront en in Italië. Bij het einde van de oorlog was hij als kapitein stafofficier bij het commando van het 31e Legerkorps.

## Interbellum
In 1920 behaalde Rendulic zijn doctoraat in de rechten en trad hij toe tot het nieuw opgerichte bondsleger van de 1e republiek. Hij werkte voor het ministerie van landsverdediging. 
Op 12 mei 1932 werd hij lid 1.084.563  van de Nationaalsocialistische Duitse Arbeiderspartij.
Van september 1933 tot december 1934 was hij militair attaché van Oostenrijk te Parijs. In december 1934 kreeg hij het bevel over de nieuw opgerichte snelle brigade te Wenen.
Omdat hij lid van de Nationaalsocialistische Duitse Arbeiderspartij
was werd hij in februari 1936 vroegtijdig met pensioen gestuurd. Na de Anschluss van Oostenrijk in maart 1938 werd hij gereactiveerd en op 1 april 1938 als kolonel opgenomen in de Generale staf van de Wehrmacht.

## Tweede Wereldoorlog
Hij nam als stafchef van het 17e Legerkorps (Wehrmacht) deel aan de Poolse Veldtocht en werd op 1 december 1939 generaal-majoor.
In juni 1940 kreeg hij het bevel over de 14e divisie infanterie.
Nadien nam hij met de 52e divisie infanterie deel aan Operatie Barbarossa. Op 1 december 1941 werd hij luitenant-generaal.
In november 1942 vocht hij met het 35e Legerkorps (Wehrmacht) aan het Oostfront. Op 1 december werd hij Generaal der Infanterie.
In augustus 1943 kreeg hij het bevel over het 2e Pantserleger in Joegoslavië.
Op 1 april 1944 werd hij kolonel-generaal.
Vanaf 28 juni 1944 voerde hij het bevel over het 20e Bergleger in Finland. 
Bij de terugtocht uit Finland in de Laplandoorlog paste Rendulic de tactiek van de verschroeide aarde toe.
Vanaf januari 1945 voerde hij het bevel over Heeresgruppe Nord in Oost-Pruisen en  Heeresgruppe Kurland.
Vanaf april 1945 leidde hij Heeresgruppe Süd en Heeresgruppe Ostmark.

## Krijgsgevangene
In 1945 werd hij krijgsgevangene van de Verenigde Staten.
In 1948 werd hij op het 7e van de Processen van Neurenberg veroordeeld tot twintig jaar gevangenisstraf voor oorlogsmisdrijven en misdaden tegen de menselijkheid in Joegoslavië.
Op 31 januari 1951 verminderde de Amerikaanse hoge commissaris John Jay McCloy zijn straf tot tien jaar. In datzelfde jaar kwam hij vroegtijdig vrij uit de gevangenis van Landsberg, de gevangenis waar ook Adolf Hitler zijn straf na de Bierkellerputsch uitzat en Mein Kampf schreef. Hij scheef na zijn vrijlating boeken.